# Deep Space Industries
A Deep Space Industries, ou DSI, é uma empresa americana do setor espacial, que planeja enviar naves para o espaço até 2016.
A empresa foi anunciada em 22 de janeiro de 2013.